# Märtha Louise af Norge
Prinsesse Märtha Louise (født 22. september 1971) er en norsk prinsesse.
Prinsesse Märtha Louise er det ældste barn af kong Harald 5. og dronning Sonja af Norge og storesøster til kronprins Haakon af Norge. Hun er nummer fire i den norske tronfølge efter sin lillebror og dennes to børn. Fra 2002 til 2017 var hun gift med forfatteren Ari Behn (1972-2019), med hvem hun har tre børn.

## Biografi

### Fødsel og familie
Prinsesse Märtha Louise blev født den 22. september 1971 på Rikshospitalet i Oslo i sin farfar kong Olav 5.'s regeringstid som det ældste barn af daværende kronprins Harald og kronprinsesse Sonja af Norge. Som pige havde hun ikke arveret til tronen. Hun blev døbt i slotskapellet 19. oktober,  og opkaldt efter sin farmor, kronprinsesse Märtha af Norge, og efter sin (dobbelte) tipoldemor, kong Haakons mor, dronning Louise af Danmark. Hendes faddere var kong Olav, prinsesse Margaretha af Danmark, grev Flemming af Rosenborg, hendes faster prinsesse Ragnhild af Norge, hendes mormor Dagny Haraldsen, hendes morbror Haakon Haraldsen, Nils Jørgen Astrup og Ilmi Riddervold. Dåben forrettedes af biskop Fridtjov Birkeli, der også havde viet hendes forældre, men måtte gå af i 1972 efter at være udsat for pengeafpresning af sin elskerindes halvbror. 
I 1973 fødtes hendes lillebror, Haakon Magnus. Hun voksede op med sin bror på det norske kronprinspars residens, gården Skaugum i Asker sydvest for Oslo.

### Arveret
Prinsesse Märtha Louise blev født med (en helt teoretisk) arveret til den britiske trone, men var ikke arveberettiget til den norske trone, da der på det tidspunkt kun var mandlig arvefølge i Norge. Ved en grundlovsændring i 1990 blev hun også arveberettiget til den norske trone; men som en overgangsordning blev det bestemt, at mænd gik foran kvinder for dem, som er født før 1990. Hendes tre døtre er fødte med norsk og britisk arveret, men uden prinsessetitel.

### Udtrådt af kongehuset
Som følge af sit ønske om at blive selvstændig erhvervsdrivende blev Märtha Louise og hendes firma skattepligtige den 1. januar 2002. Fra den samme dato gav hun afkald på at modtage apanage.
Den 1. februar 2002 udtrådte Märtha Louise officielt af kongehuset, men hun er stadig en del af den udvidede norske kongefamilie på samme måde som sine tanter (nu afdøde) Ragnhild og Astrid. I februar 2002 gav hun også afkald på tiltaleformen Hennes Kongelige Høyhet. Hun har ikke længere nogen tiltaleform i Norge, men i udlandet vil sædvane kunne tilsige, at hun til- eller omtales med en tiltaleform alligevel (f.eks. Hendes Højhed).
Hendes fødselsdag er fra 2005 ikke længere officiel flagdag i Norge.

### Familie
Märtha Louise giftede sig med forfatteren Ari Behn den 24. maj 2002. Både før og efter bryllupsdagen er hendes titel og fulde navn prinsesse Märtha Louise. I perioden 2012–2014 var parret bosat i London. I 2014 flyttede de tilbage til Lommedalen i Bærum, hvor de også boede før opholdet i London. I 2016 besluttede parret sig for at skilles, og blev skilt 2017.
12. maj 2019 offentliggjorde hun sit forhold til Derek David Verrett, født 17. november 1974 i Sacramento, California, der i dag praktiserer som shaman under navnet Durek, og hævder at kunne rotere atomkerner og elektroner og derved gøre folk yngre. Parret startede samme måned foredragsturnéen The Princess and The Shaman i København. I Stavanger greb biskop Anne Lise Ådnøy ind og sørgede for, at parret ikke fik St. Petri kirke til rådighed for shaman-virksomheden.

#### Børn
- Maud Angelica, født 29. april 2003
- Leah Isadora, født 8. april 2005
- Emma Tallulah, født 29. september 2008

### Karriere
Prinsesse Märtha Louise er uddannet fysioterapeut, har studeret litteratur ved University of Oxford, og taget undervisning i rosenterapi. Hun var i ungdommen meget optaget af heste, men stoppede som konkurrencerytter i 2000. I en årrække var hun bosat i England, og i 1994 vakte det skandale, at hun skulle have indledt et forhold til en langt ældre, gift mand, springrytteren Philip Morris. De to mødtes i Nederland i foråret 1992, og blev senere set sammen ved andre lejligheder, hvorefter Morris forlod sin kone i juli 1992. Märtha blev stævnet som vidne i skilsmissesagen mellem Morris og hans kone. 13. april 1994 afgjorde kong Harald, at datteren skulle slippe for at møde i retten, efter at den 41-årige Irene Morris i Chester offentligt havde anklaget prinsessen for at have stjålet hendes ægtemand. Senere var hun sammen med blandt andre springrytteren Bruce Goodin.
I 2002 oprettede hun "Prinsesse Märtha Louise kulturformidling", og har senere optrådt som eventyrfortæller på fjernsyn. I 2004 debuterede hun som børnebogforfatter med Hvorfor de kongelige ikke har krone på hovedet, en fortælling om, da hendes farfar kronprins Olav kom til Norge i 1905. 
I 2007 blev Märtha Louise kaldt en "tyv" og "hykler" af regissøren Pål Bang-Hansen, efter at hun frit havde brugt hans fars oversættelser af H.C. Andersens eventyr i en bogudgivelse, og dertil foretaget ændringer i teksten.
Samtidig følte prinsessen sig "udnyttet og misbrugt" af andre i en bogudgivelse om engle, og tog sagen til retten.

#### Astarte Educationog engle
I august 2007 startede Märtha Louise og Elisabeth Nordeng (tidligere Samnøy) kursustilbuddet og -centeret Astarte Education (nu Astarte Inspiration), opkaldt efter den semittiske frugtbarhedsgudinde Astarte. Centeret tilbyder en treårig oplæring i alternative behandlingsteknikker som reading, healing og "berøring". I sin præsentation af centeret og initiativtagerne hævder prinsessen blandt andet, at hun kan se engle. Hun har også stået frem som synsk, og udtalt, at hun siden barndommen har haft overnaturlige evner.
Da kursvirksomheden blev kendt i juli 2007, fik den meget stor opmærksomhed i norske og udenlandske massemedier. Astarte Education blev omtalt som "engleskolen", og planerne stor offentlig omtale. Mens tilhængere og udøvere af alternative terapier støttede prinsessen for et modigt valg, sagde lagtingspræsident, teologiprofessor og Høyre-politiker Inge Lønning, at skolen strider mod kristendommens lære.  Informationsleder Espen Ottosen i Norsk Luthersk Misjonssamband udtalte, at prinsessen burde melde sig ud af statskirken, mens teologiprofessor Jone Salomonsen mente, hun havde haft dårlige rådgivere og benyttede en aflægs terminologi, som ikke reflekterer den moderne virkelighed.
Redaktør Trygve Hegnar i Finansavisen betegnede kurset ved Astarte Education som ren svindel,  og Bergens Tidende bad på lederplads 13. august 2007 Märtha om at frasige sig prinsessetitlen.
I september 2010 påstod Märtha i et interview med Stavanger Aftenblad, at hun kommunikerer med de døde. Dette blev blandt andet kritiseret for at være i strid med Den norske kirkes lære.
Sammen med Elisabeth Nordeng har hun udgivet bøgerne Mød din skytsengel, Englernes hemmeligheder og Stemmen eller støjen. I 2017 udgav de Født sensitiv - våre historier, hvor Märtha Louise omtaler sig som såkaldt "højsensitiv", hvad hun forklarer som at have "evnen til at tage flere sanseinntrykk og følelser til sig, og have større evne til indlevelse end det, vi almindelige mennesker har." Hun har beskrevet sit møde med ærkeenglen Metatron, ifølge hende en Zorro-lignende skikkelse; og hvordan en anden ærkeengel, Chamuel, hjalp hende med at finde en tabt nøgle i græsset.
Prinsessen har bekendtgjort, at engleskolen - omdøbt fra Astarte Education til Soulspring i 2014 - nedlægges fra maj 2019. Skolen tilbød en treårig uddannelse, der kostede kr. 24.000 i året. I 2017 omsatte engleskolen for 3,3 millioner kroner.
Sammen med Elisabeth Nordeng i samarbejde med Kjersti Salvesen udgav hun bogen Sensitive barn i 2018.

### Shaman Durek
I 2019 dannede Märtha Louise par med en selvbestaltet amerikansk shaman, Durek Verrett. Sammen begav de sig ud på turnéen Prinsessen og shamanen, der også gæstede København. I Ancient Wisdom Today redegjorde Durek for sit sexliv med Märtha, og beskrev sig selv på det område som "ekstrem". I årene 2007-15 var han kæreste med massøren Hank Greenberg i Los Angeles. Greenberg har i dag ingen tro på Durek mere. Den norske oversættelse af hans bog Spirit Hacking blev trukket tilbage af forlaget efter at være anmeldt af sygeplejerske Cathrine Krøger. I sin anmeldelse i Dagbladet, Gal mands tale, påpeger hun Dureks opfattelse af kræft som en selvpåført sygdom, og at han tilbyder behandling ved at spørge patienten: "Hvorfor ønsker du at have kræft?". Durek indrømmer, at det vækker forargelse, men at børn svarer ærligt; "Fordi jeg ikke mere vil være her." Prinsessens kæreste hævder også, at han som fjortenårig fik besøg af en troldmand, der fløj tværs gennem ham og brændte et hul i hans krop. Da han lå i en blodpøl, fyldtes værelset af en hær af engle, og den ene sagde, ifølge Durek: "Dette er et lysets barn, som er kommet for at opvække folket." Hånd i hånd, fortæller Durek, bekæmpede de to de mørke kræfter med knive og magiske våben. Hans råd i kærlighedslivet er, at når man kysser sin elskede, skal man kysse med hengivelse, "som om du kyssede dig selv." Han hævder også at kunne rotere kroppens atomer og på den måde ændre en persons alder. Prinsessen kalder Durek "sin tvillingflamme" og reklamerer også for hans bog.

## Officielle pligter
Prinsesse Märtha Louise varetager en række repræsentative opgaver for kongefamilien og den norske stat. Desuden er hun protektor for:
- Foreningen for Muskelsyge (Norway Muscular Dystrophy Association)
- Norges Blindeforbund (The Norwegian Association of the Blind and Partially Sighted)
- Norges Døveforbund (The Norwegian Association of the Deaf)
- Norsk Epilepsiforbund (The Norwegian Epilepsy Association)
- Norsk Revmatikerforbund (The Norwegian Rheumatism Association)
- Ridderrennet (The Knights’ Race, et skiløb for syns- og bevægelseshæmmede, samt andre handicappede)
- Special Olympics Norge (The Norwegian Sports Organisation for the Disabled)

## Prinsesse Märtha Louises Fond
H.K.H. Prinsesse Märtha Louises Fond blev oprettet den 15. september 1972. Fonden yder tilskud til handicappede børn og unge under 16 år. Dronning Sonja har udpeget prinsesse Märtha Louise til leder for fonden.

## Titler, prædikater og æresbevisninger

### Titler og prædikater
- 22. september 1971 – 1. februar 2002: Hendes Kongelige Højhed Prinsesse Märtha Louise af Norge
- 1. februar 2002 – nu: Prinsesse Märtha Louise

I august 2019 udtalte Märtha, at hun ikke mere ville benytte prinsessetitlen i kommerciel sammenhæng.

### Dekorationer

#### Norske dekorationer
- Norge: Storkors med kæde af Sankt Olavs Orden (No.St.O.1.*)  (1989)[39]

#### Udenlandske dekorationer
- Danmark: Ridder af Elefantordenen (R.E.)  (1992)[40]

Prinsesse Märtha Louise er tildelt storkors med kæde af Sankt Olavs Orden, og hun også en del andre norske ordener. Desuden har hun ordener fra Island, Sverige, Finland, Holland, Portugal, Spanien og Jordan.

## Anetavle
|                           |                                 |  |                                |                                            |  |  |  |  |  |  |  | 16. Frederik 8. af Danmark |
|                           |                                 |  |                                |                                            |  |  |  |  |  |  |  |                            |
|                           | 8. Haakon 7. af Norge           |  |                                |                                            |  |  |  |  |  |  |  |                            |
|                           |                                 |  |                                |                                            |  |  |  |  |  |  |  |                            |
|                           |                                 |  |                                | 17. Louise af Sverige og Norge             |  |  |  |  |  |  |  |                            |
|                           |                                 |  |                                |                                            |  |  |  |  |  |  |  |                            |
|                           | 4. Olav 5. af Norge             |  |                                |                                            |  |  |  |  |  |  |  |                            |
|                           |                                 |  |                                |                                            |  |  |  |  |  |  |  |                            |
|                           |                                 |  |                                | 18. Edvard 7. af Storbritannien            |  |  |  |  |  |  |  |                            |
|                           |                                 |  |                                |                                            |  |  |  |  |  |  |  |                            |
|                           | 9. Maud af Storbritannien       |  |                                |                                            |  |  |  |  |  |  |  |                            |
|                           |                                 |  |                                |                                            |  |  |  |  |  |  |  |                            |
|                           |                                 |  |                                | 19. Alexandra af Danmark                   |  |  |  |  |  |  |  |                            |
|                           |                                 |  |                                |                                            |  |  |  |  |  |  |  |                            |
|                           | 2. Harald 5. af Norge           |  |                                |                                            |  |  |  |  |  |  |  |                            |
|                           |                                 |  |                                |                                            |  |  |  |  |  |  |  |                            |
|                           |                                 |  |                                | 20. Oscar 2. af Sverige og Norge           |  |  |  |  |  |  |  |                            |
|                           |                                 |  |                                |                                            |  |  |  |  |  |  |  |                            |
|                           | 10. Carl af Sverige og Norge    |  |                                |                                            |  |  |  |  |  |  |  |                            |
|                           |                                 |  |                                |                                            |  |  |  |  |  |  |  |                            |
|                           |                                 |  |                                | 21. Sophie af Nassau                       |  |  |  |  |  |  |  |                            |
|                           |                                 |  |                                |                                            |  |  |  |  |  |  |  |                            |
|                           | 5. Märtha af Sverige            |  |                                |                                            |  |  |  |  |  |  |  |                            |
|                           |                                 |  |                                |                                            |  |  |  |  |  |  |  |                            |
|                           |                                 |  |                                | 22. Frederik 8. af Danmark                 |  |  |  |  |  |  |  |                            |
|                           |                                 |  |                                |                                            |  |  |  |  |  |  |  |                            |
|                           | 11. Ingeborg af Danmark         |  |                                |                                            |  |  |  |  |  |  |  |                            |
|                           |                                 |  |                                |                                            |  |  |  |  |  |  |  |                            |
|                           |                                 |  |                                | 23. Louise af Sverige og Norge             |  |  |  |  |  |  |  |                            |
|                           |                                 |  |                                |                                            |  |  |  |  |  |  |  |                            |
| 1. Märtha Louise af Norge |                                 |  |                                |                                            |  |  |  |  |  |  |  |                            |
|                           |                                 |  |                                |                                            |  |  |  |  |  |  |  |                            |
|                           |                                 |  | 24. Harald Gundersen Olsbrygge |                                            |  |  |  |  |  |  |  |                            |
|                           |                                 |  |                                |                                            |  |  |  |  |  |  |  |                            |
|                           | 12. Halvor Haraldsen Olsbrygge  |  |                                |                                            |  |  |  |  |  |  |  |                            |
|                           |                                 |  |                                |                                            |  |  |  |  |  |  |  |                            |
|                           |                                 |  |                                | 25. Aslaug Kristine Halvorsdatter Jøntveit |  |  |  |  |  |  |  |                            |
|                           |                                 |  |                                |                                            |  |  |  |  |  |  |  |                            |
|                           | 6. Karl August Haraldsen        |  |                                |                                            |  |  |  |  |  |  |  |                            |
|                           |                                 |  |                                |                                            |  |  |  |  |  |  |  |                            |
|                           |                                 |  |                                | 26. Niels Nielsen                          |  |  |  |  |  |  |  |                            |
|                           |                                 |  |                                |                                            |  |  |  |  |  |  |  |                            |
|                           | 13. Karete Josefine Nielsdatter |  |                                |                                            |  |  |  |  |  |  |  |                            |
|                           |                                 |  |                                |                                            |  |  |  |  |  |  |  |                            |
|                           |                                 |  |                                | 27. Hanna Andrea Hansen                    |  |  |  |  |  |  |  |                            |
|                           |                                 |  |                                |                                            |  |  |  |  |  |  |  |                            |
|                           | 3. Sonja Haraldsen              |  |                                |                                            |  |  |  |  |  |  |  |                            |
|                           |                                 |  |                                |                                            |  |  |  |  |  |  |  |                            |
|                           |                                 |  |                                | 28. Ulrik Christophersen                   |  |  |  |  |  |  |  |                            |
|                           |                                 |  |                                |                                            |  |  |  |  |  |  |  |                            |
|                           | 14. Johan Christian Ulrichsen   |  |                                |                                            |  |  |  |  |  |  |  |                            |
|                           |                                 |  |                                |                                            |  |  |  |  |  |  |  |                            |
|                           |                                 |  |                                | 29. Anne Sophie Johannesdatter             |  |  |  |  |  |  |  |                            |
|                           |                                 |  |                                |                                            |  |  |  |  |  |  |  |                            |
|                           | 7. Dagny Haraldsen              |  |                                |                                            |  |  |  |  |  |  |  |                            |
|                           |                                 |  |                                |                                            |  |  |  |  |  |  |  |                            |
|                           |                                 |  |                                | 30. Johan Nicolai Hansen                   |  |  |  |  |  |  |  |                            |
|                           |                                 |  |                                |                                            |  |  |  |  |  |  |  |                            |
|                           | 15. Marie Berntine Hansen       |  |                                |                                            |  |  |  |  |  |  |  |                            |
|                           |                                 |  |                                |                                            |  |  |  |  |  |  |  |                            |
|                           |                                 |  |                                | 31. Anne Gurine Bentsen                    |  |  |  |  |  |  |  |                            |
|                           |                                 |  |                                |                                            |  |  |  |  |  |  |  |                            |

## Ekstern henvisning
- Kongehuset.no om Prinsesse Märtha Louise
- Märtha Louise af Norge på Internet Movie Database (engelsk)
- Märtha Louise af Norge på The Movie Database (engelsk)